# Byron Shire
Koordinaten: 28° 33′ S, 153° 30′ O

Byron Shire ist ein lokales Verwaltungsgebiet (LGA) im australischen Bundesstaat New South Wales. Das Gebiet ist 565,8 km² groß und hat etwa 36.000 Einwohner.
Byron liegt im äußersten Nordosten des Staates an der Pazifikküste etwa 790 km nördlich der Metropole Sydney und 150 km südlich von Brisbane. Das Gebiet umfasst 46 Ortsteile und Ortschaften: darunter Bangalow, Billinudgel, Binna Burra, Brunswick Heads, Byron Bay, Coopers Shoot, Coorabell, Eureka, Ewingsdale, Federal, Goonengerry, Hayters Hill, Huonbrook, Koonyum Range, Main Arm, McLeods Shoot, Middle Pocket, Montecollum, Mullumbimby, Mullumbimby Creek, Myocum, Nashua, New Brighton, Ocean Shores, Palmwoods, Possum Creek, Skinners Shoot, South Golden Beach, Suffolk Park, Talofa, The Pocket, tyagarah, Upper Coopers Creek, Upper Main Arm, Upper Wilsons Creek, Wanganui, Wilsons Creek, Yelgun und Teile von Booyong, Broken Head, Clunes, Crabbes Creek, Newrybar, Nightcap, Whian Whian und Wooyung. Der Sitz des Shire Councils befindet sich in der Stadt Mullumbimby, wo etwa 4.200 Einwohner leben.
Cape Byron im Nordosten von Byron Bay ist der östlichste Punkt des australischen Kontinents.

## Verwaltung
Der Byron Shire Council hat neun Mitglieder, acht Councillor und ein Vorsitzender und Mayor (Bürgermeister), die von den Bewohnern der LGA gewählt werden. Byron ist nicht in Bezirke untergliedert.